# Lính chuột cống

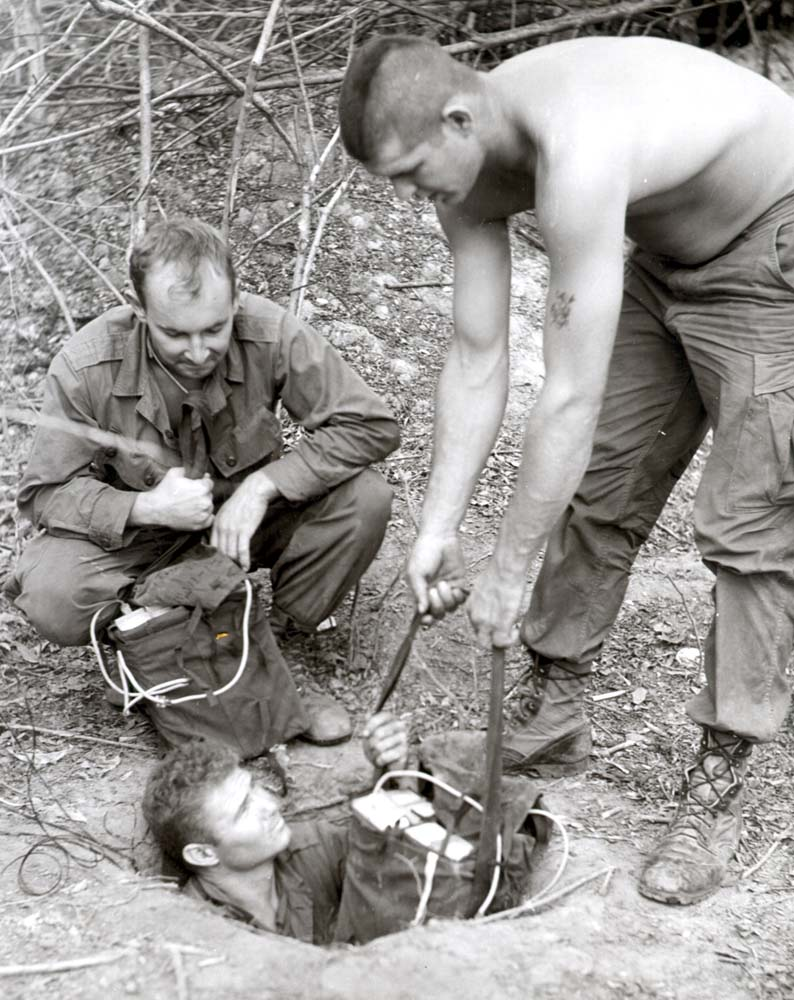
Lính chuột cống với thuốc nổ chuẩn bị xâm nhập hầm ngầm Việt Cộng

Chuột địa đạo (Tiếng Anh: Tunnel rat), hay còn được dịch là lính chuột cống, là những binh sĩ của quân đội Mỹ, Úc và New Zealand trong Chiến tranh Việt Nam thực hiện nhiệm vụ tiến nhập vào các hầm ngầm của Quân Giải Phóng để tìm kiếm và tiêu diệt đối phương. Trong thời gian chiến tranh, những người Quân Giải phóng đã xây dựng một hệ thống phức tạp đường hầm dưới lòng đất, đặc biệt là ở Củ Chi. Khi phát hiện một hầm như vậy, những lính chuột cống được phái xuống để tiêu diệt đối phương nằm bên trong và đặt thuốc nổ phá hủy hầm. Trang bị của lính chuột cống là súng lục M1911 và đèn pin.
Những căn hầm đều là nơi chốn vô cùng nguy hiểm với bẫy chông và đối phương nằm phục bên trong. Những đoạn uốn cong hình chữ U để giữ không khí bên trong hầm. Những người bảo vệ hầm còn làm những lỗ bên thành hầm để chọc lao, dao, v.v.. vào kẻ xâm nhập. Trong hầm không chỉ có đối phương mà còn cả rắn, nhện, bò cạp, kiến, dơi.
Bởi không gian hẹp, các chuột địa đạo không ưa dùng súng ngắn M1911 bởi tiếng nổ lớn có thể làm ù tai họ. Những súng lục của Liên Xô, hay Đức được ưa dùng hơn hoặc sử dụng nòng giảm thanh.
Lính chuột cống thường là người có thể hình nhỏ, ví dụ người gốc Puerto Rico.

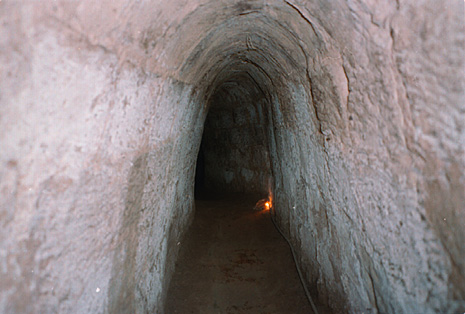
Một đoạn hầm rộng rãi của hệ thống địa đạo Củ Chi